# Clydonagma molo
Clydonagma molo är en insektsart som beskrevs av Ronald Gordon Fennah 1969. Clydonagma molo ingår i släktet Clydonagma och familjen sporrstritar. Inga underarter finns listade i Catalogue of Life.